# Andaeschna timotocuica
Andaeschna timotocuica är en trollsländeart som beskrevs av De Marmels 1994. Andaeschna timotocuica ingår i släktet Andaeschna och familjen mosaiktrollsländor. IUCN kategoriserar arten globalt som otillräckligt studerad. Inga underarter finns listade i Catalogue of Life.